# 佩希纳
佩希纳（義大利語：Pescina），是意大利阿奎拉省的一个市镇。总面积37.51平方公里，人口4369人，人口密度116.5人/平方公里（2009年）。ISTAT代码为066069。